# Epinephelus bilobatus
Epinephelus bilobatus, tên thường gọi là Twinspot grouper (cá mú hai đốm) hoặc Frostback Rockcod, là một loài cá biển thuộc chi Epinephelus trong họ Cá mú. Loài này được mô tả lần đầu tiên vào năm 1987.

## Phân bố và môi trường sống
E. bilobatus có phạm vi phân bố giới hạn ở Tây Thái Bình Dương. Loài này được tìm thấy ở phía tây bắc Úc, và từ biển Arafura ngoài khơi Lãnh thổ Bắc Úc, trải dài ngược lên phía bắc đến khắp Tây Papua, Indonesia. Các mẫu vật cá con đã được thu thập ở phía nam New Zealand. Cá trưởng thành sống xung quanh các rạn san hô và các bãi đá ngầm ở độ sâu khoảng 50 m trở lại.

## Mô tả
E. bilobatus trưởng thành có kích thước lớn nhất là khoảng 33 cm. Thân thuôn dài, hình bầu dục. Cơ thể cá trưởng thành có màu nâu xám với rất nhiều đốm màu nâu vàng hình lục giác phủ khắp đầu và thân, và trên cả các vây. Một vùng màu trắng xuất hiện dọc theo lưng, là điểm đặc trưng của loài. Có các đốm màu đen lớn dọc theo vây lưng. Đuôi bo tròn. Thường bị nhầm lẫn với một số loài cá mú có hoa văn tương tự.
Số gai ở vây lưng: 11; Số tia vây mềm ở vây lưng: 17 - 18; Số gai ở vây hậu môn: 3; Số tia vây mềm ở vây hậu môn: 8; Số tia vây mềm ở vây ngực: 17 - 19; Số vảy đường bên: 49 - 52.
Thức ăn của E. bilobatus là các loài cá nhỏ hơn, động vật thân mềm và động vật giáp xác. Chúng được đánh bắt trong nghề cá thương mại quy mô nhỏ.